# Oleg Artem'ev
Oleg Germanovič Artem'ev (in russo: Олег Германович Артемьев; Riga, 28 dicembre 1970) è un cosmonauta e politico russo.
Ha partecipato a due missioni di lunga durata a bordo della ISS, Sojuz TMA-12M (Exp 39/40) e Sojuz MS-08 (Exp 55/56). Si trova nello spazio per prendere parte alla sua terza missione spaziale come comandante della Sojuz MS-21 e della Expedition 67 a bordo della ISS.

## Biografia

### Formazione e primi lavori
Nel 1990 conseguì una laurea in Apparecchiature elettriche per imprese e installazioni industriali al Università tecnica di Tallinn. Tra il 1990 e il 1991 prestò servizio nell'Esercito sovietico a Vilnius, Repubblica Socialista Sovietica Lituana. Continuò gli studi, frequentando l'Università tecnica statale moscovita N. Ė. Bauman nell'indirizzo Tecnica e fisica delle basse temperature e laureandosi nel 1998. Iniziò a lavorare presso la società RKK Ėnergija nello stesso anno, dove venne impiegato nello sviluppo della documentazione di bordo e nella sperimentazione di metodi e apparecchiature per le attività extraveicolari (EVA) nelle condizioni di simulazione dell'assenza di gravità nell'Idrolab del Centro di addestramento cosmonauti (GCTC); nella preparazione del Modulo di servizio Zvezda per il lancio dal punto di vista delle EVA e della manutenzione e riparazione; nella preparazione degli equipaggi dell'ISS; al Centro di controllo missione a Mosca durante lo svolgimento delle EVA; fece parte delle squadre per l'addestramento di sopravvivenza in acqua; fece parte della squadra di recupero e soccorso presso il sito di atterraggio delle Sojuz; si occupò del collaudo delle tute spaziali Orlan "Orlan-M-GN", "Orlan-VN" e fu un operatore subacqueo della sicurezza dell'attrezzatura per le immersioni. Nel 2009, nonostante il lavoro di cosmonauta, conseguì una terza laurea, in Risorse Umane all'Accademia presidenziale russa dell'economia nazionale e della pubblica amministrazione.

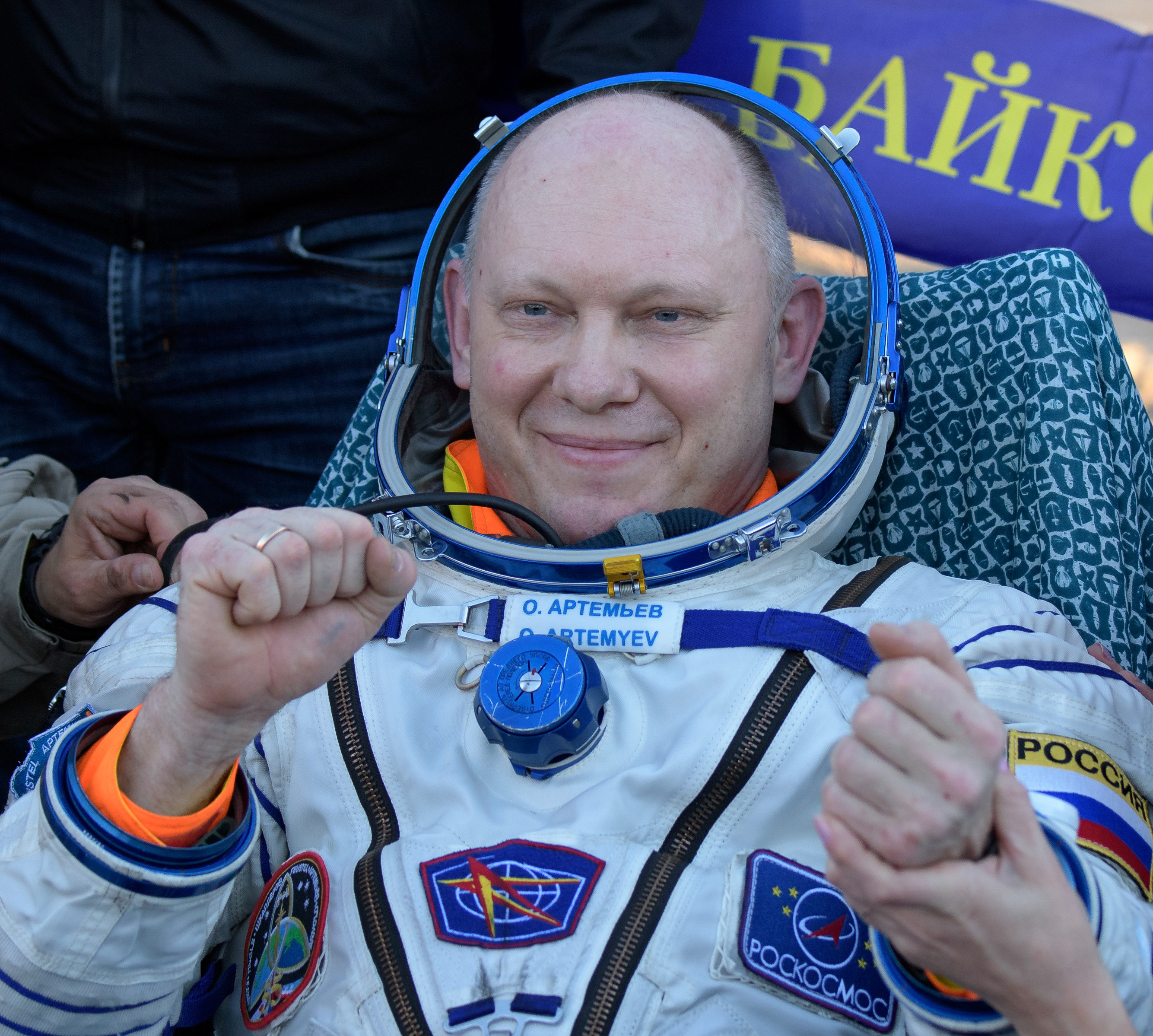
Artem'ev poco dopo il suo secondo atterraggio

### Carriera come cosmonauta
Il 29 maggio 2003 Artem'ev venne selezionato nel Gruppo RKKE 15 come candidato cosmonauta. Completò l'addestramento generale dello spazio il 5 luglio 2005, momento in cui la commissione interdipartimentale gli assegnò la qualifica di Cosmonauta collaudatore. Dal 2005 fino al 2012 continuò l'addestramento avanzato di gruppo insieme agli altri cosmonauti sui vari sistemi della Stazione spaziale internazionale (ISS), della Sojuz, degli esperimenti, e altri campi specifici. Tra il 25 giugno al 9 luglio 2008, partecipò a due settimane di isolamento nell'ambito del programma Mars-500 mentre l'anno successivo partecipò ad altri 105 giorni per l'esperimento Mars-500. Il 22 gennaio 2011 lasciò il Corpo cosmonauti di RKK Ėnergija ed entrò a far parte del Corpo cosmonauti unificato di Roscosmos.

#### Expedition 39/40
Il 25 marzo 2014 partì verso la Stazione Spaziale come ingegnere di volo 1 dell'Expedition 39/40 a bordo della Sojuz TMA-12M con i colleghi Aleksandr Skvorcov e Steven Swanson. Il 19 giugno 2014 e il 18 agosto 2014 condusse due attività extraveicolari rispettivamente di 7 ore e 23 minuti e di 5 ore e 11 minuti. L'11 settembre 2014 tornò sulla Terra nelle terre del Kazakistan dopo 169 giorni nello spazio.

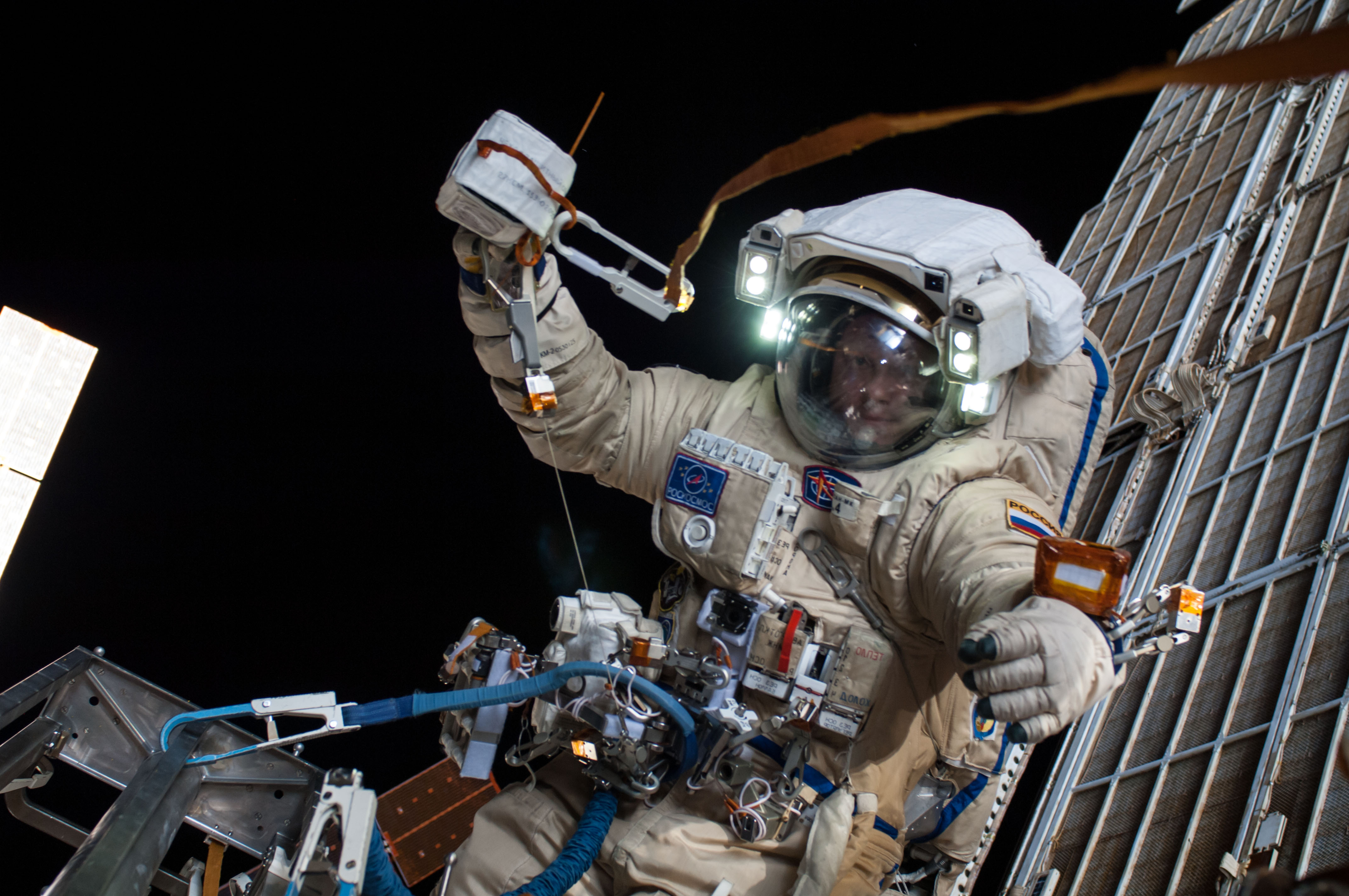
Artem'ev durante la sua seconda EVA

#### Expedition 55/56
Nel novembre 2017 venne assegnato come comandante della Sojuz MS-08 e ingegnere di volo dell'Expedition 55/56 con partenza prevista per marzo 2018 con i colleghi americani Andrew Feustel e Richard Arnold. Il 21 marzo 2018 tornò nello spazio per la seconda missione di lunga durata dal Cosmodromo di Bajkonur. Dopo due giorni di viaggio spaziale, la navicella attraccò al boccaporto del modulo Poisk del Segmento russo, permettendo all'equipaggio dell'Expedition 55 di tornare a sei persone. Durante la permanenza in orbita si occupò dello svolgimento degli esperimenti scientifici, della manutenzione del Segmento russo della ISS e di un'attività extraveicolare con Sergej Prokop'ev. Si trovava a bordo quando avvenne una depressurizzazione all'interno della ISS, il cui punto di origine venne poi individuato nel modulo orbitale della Sojuz MS-09. Insieme a Prokop'ev, come responsabili del Segmento russo, provvedettero a sigillare il foro con della resina epossidica che fermò la fuoriuscita d'aria e l'abbassamento di pressione. Il 4 ottobre 2018 atterrò nel territorio kazako concludendo la missione. 

#### Expedition 67
È assegnato con il ruolo di comandante alla missione Sojuz MS-21 e alla missione di lunga durata Expedition 67 a bordo della Stazione Spaziale Internazionale. Il lancio è avvenuto il 18 marzo 2022 dal Cosmodromo di Bajkonur. È stata la prima missione Sojuz della ISS ad essere composta interamente da cittadini russi. 

### Carriera politica
Nel 2019 interruppe temporaneamente il suo lavoro di cosmonauta per entrare in politica come membro del partito Russia Unita. L'8 settembre 2019 venne eletto come deputato della Duma di stato della VII convocazione nella 29ª circoscrizione elettorale di Mosca (distretti Birjulëvo Vostočnoe, Birjulëvo Zapadnoe, parte del distretto Tsaritsyno) come membro delle commissioni sulla pianificazione urbana, proprietà statale e uso del territorio; sulla cooperazione interparlamentare; nella scienza e nell'industria.

## Vita privata
Nei primi sedici anni visse con la famiglia nella città di Leninsk (ora Bajkonur) nella Repubblica Socialista Sovietica Kazaka, di cui divenne cittadino onorario nel 2015.

## Onorificenze

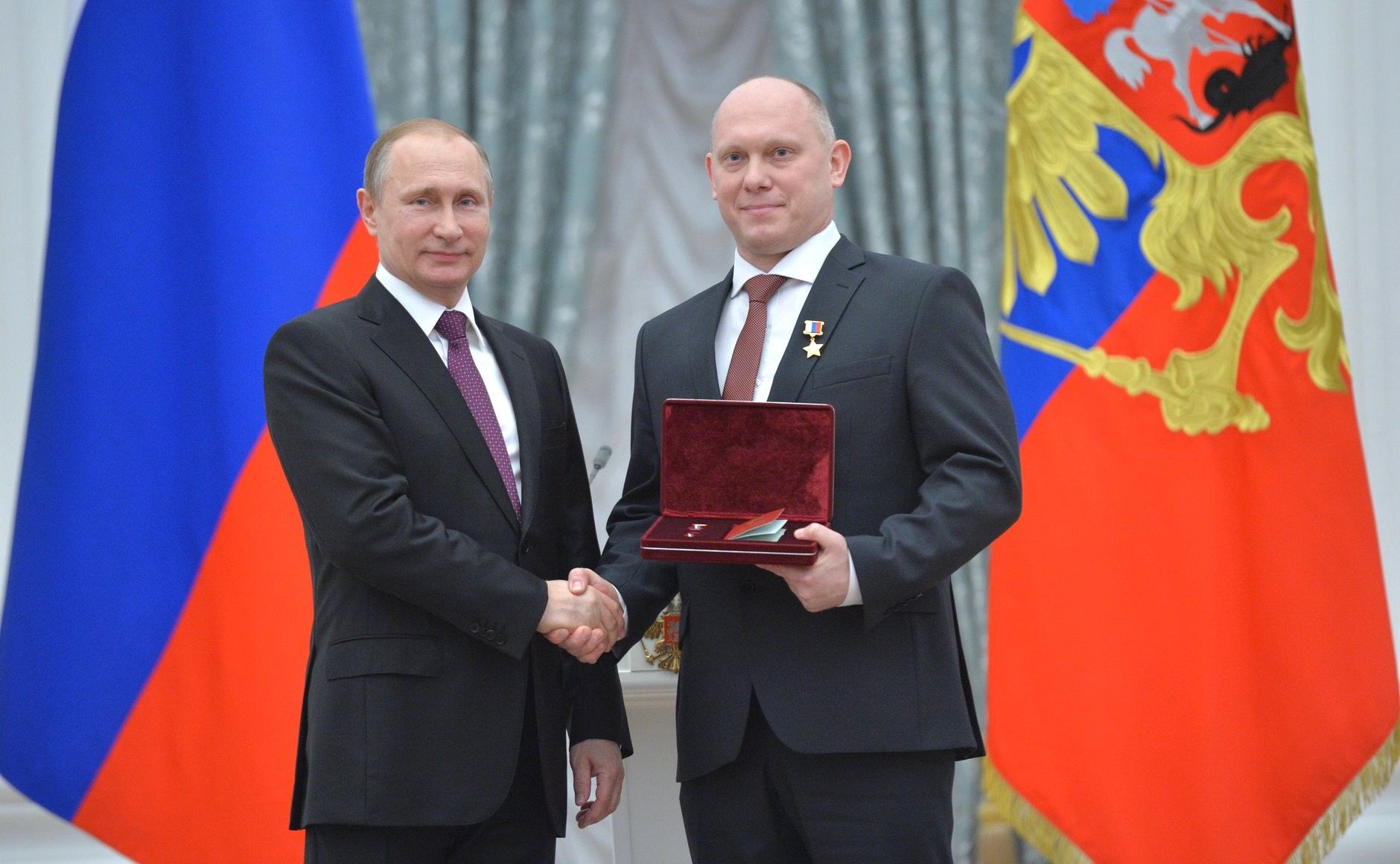
Il presidente russo Vladimir Putin e Oleg Artem'ev, alla cerimonia per l'assegnazione di Eroe della Federazione Russa e il titolo onorifico di “Pilota-Cosmonauta della Federazione Russa”

## Galleria d'immagini

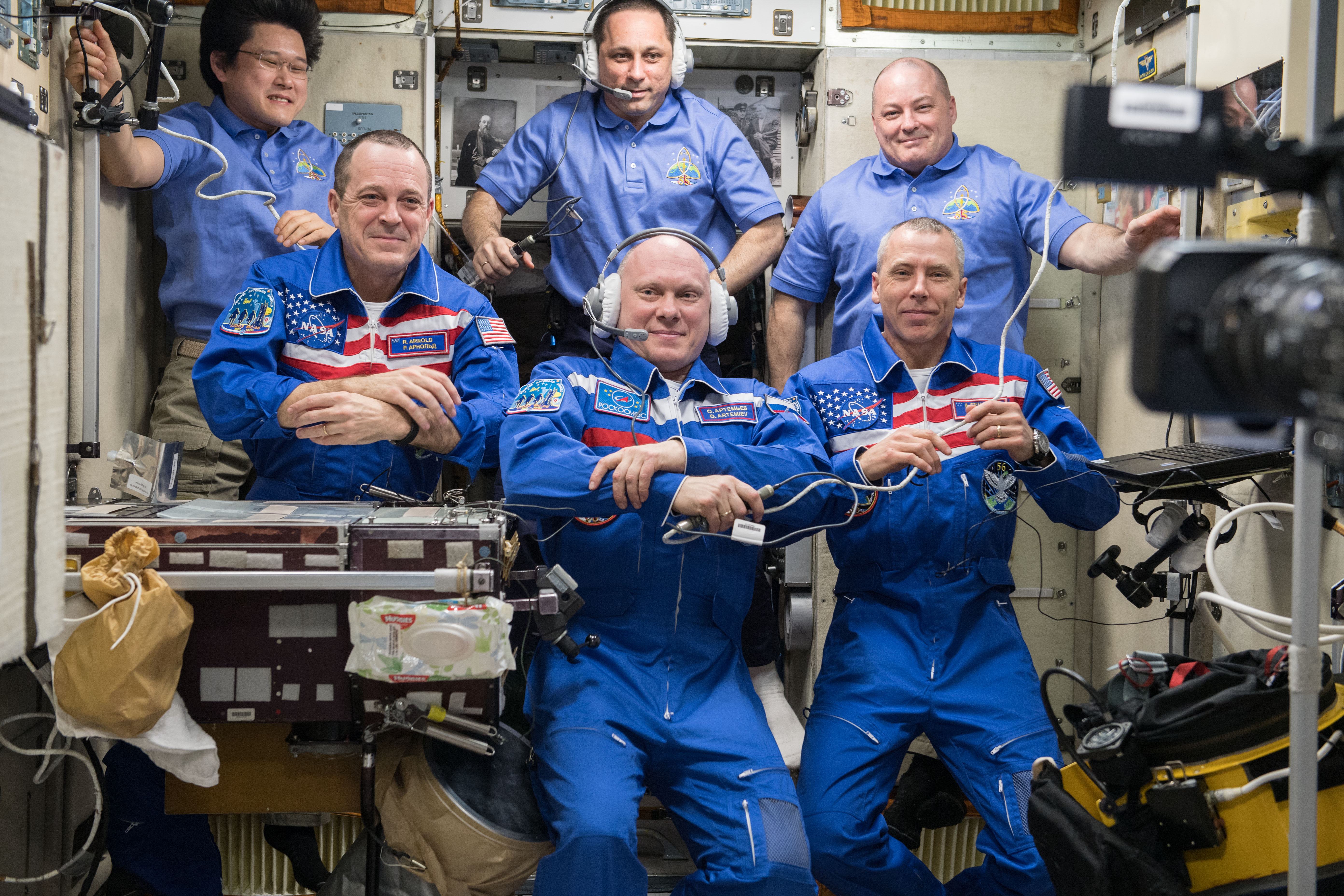
L'equipaggio della Sojuz MS-08 dopo l'attracco
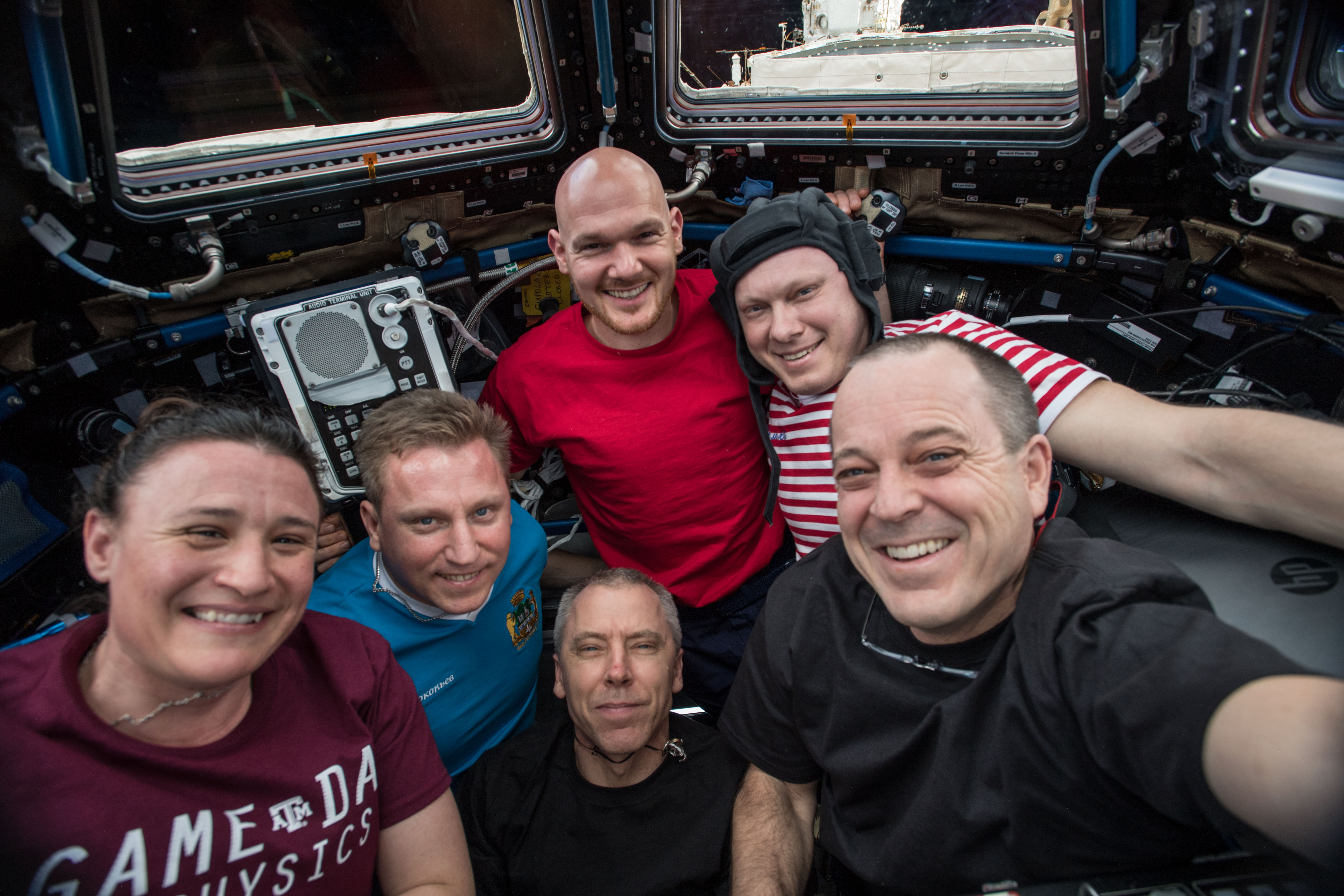
L'Expedition 55 all'interno della Cupola
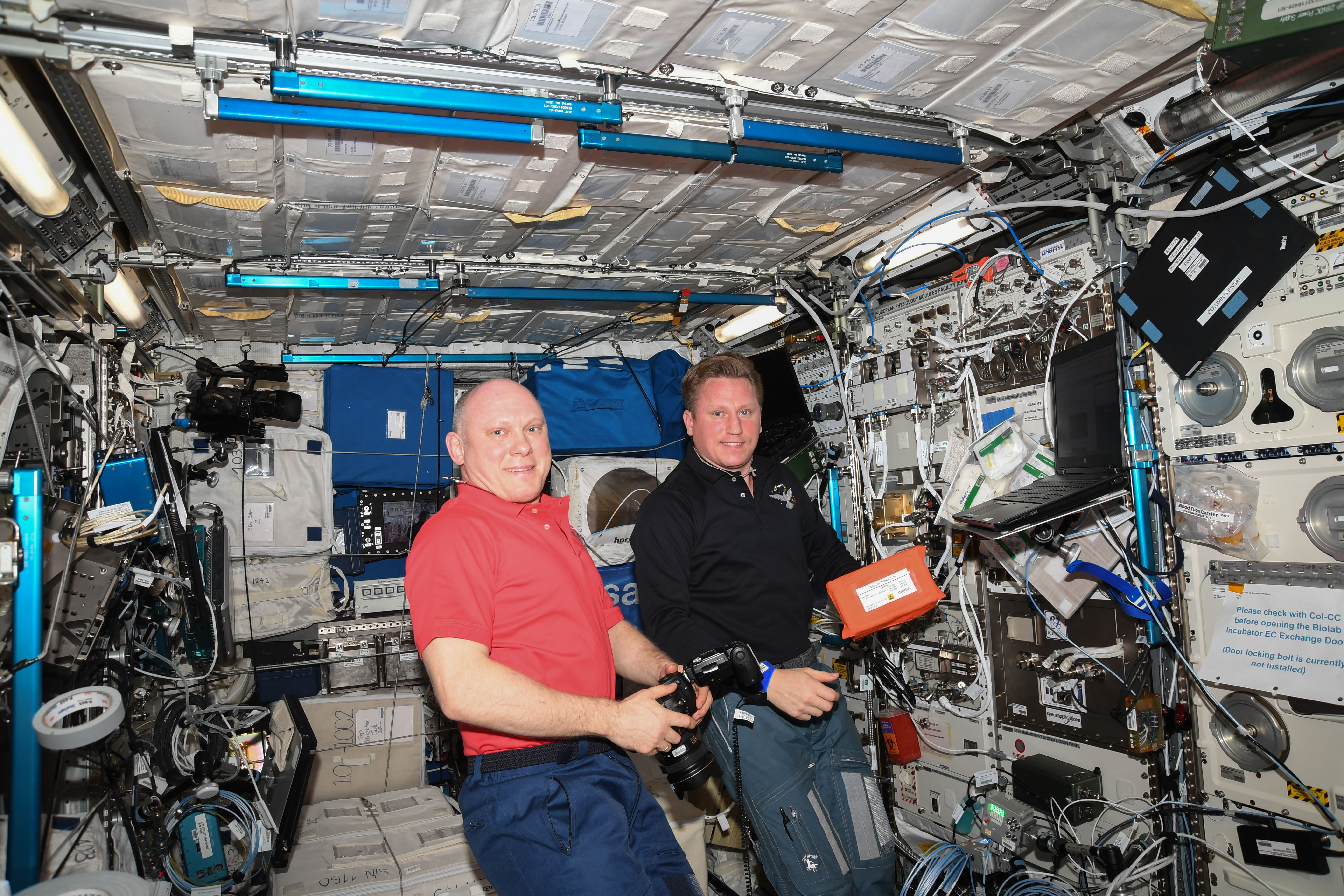
Artem'ev e Prokop'ev svolgono un esperimento nel modulo Columbus